# Соня
Соня, вовчок (Dryomys Thomas, 1906) — рід гризунів з родини вовчкові (Gliridae) підряду вивірковидих (Sciuromorpha).

## Систематичні взаємини
Найближчою родинною групою є рід жолудниця (Eliomys); дещо віддаленішим є рід міомімус (Myomimus).
Разом ці три роди формують підродину Соневі — Leithiinae.

## Види сонь, ареали
У складі роду чотири сучасні види:
- Соня анатолійська, або кудлата (Dryomys laniger) — Туреччина
- Соня белуджистанська (Dryomys niethammeri) — Пакистан
- Соня лісова (Dryomys nitedula) — Австрія, Азербайджан, Албанія, Афганістан, Білорусь, Болгарія, Боснія і Герцеговина, Вірменія, Греція, Грузія, Ізраїль, Ірак, Іран, Італія, Казахстан, Киргизстан, Китай, Латвія, Литва, Ліван, Молдова, Монголія, Німеччина, Північна Македонія, Пакистан, Польща, Росія, Румунія, Сербія, Сирія, Словаччина, Словенія, Таджикистан, Туреччина, Туркменістан, Угорщина, Узбекистан, Україна, Хорватія, Чехія, Чорногорія, Швейцарія
- Dryomys yarkandensis — Китай

У фауні України рід представлений одним видом: соня лісова (Dryomys nitedula).

## Етимологія
Dryomys походить від дав.-гр. δρῦς (род. δρῠός) — «дуб», дав.-гр. μῦς — «миша».